# Hans Bunte

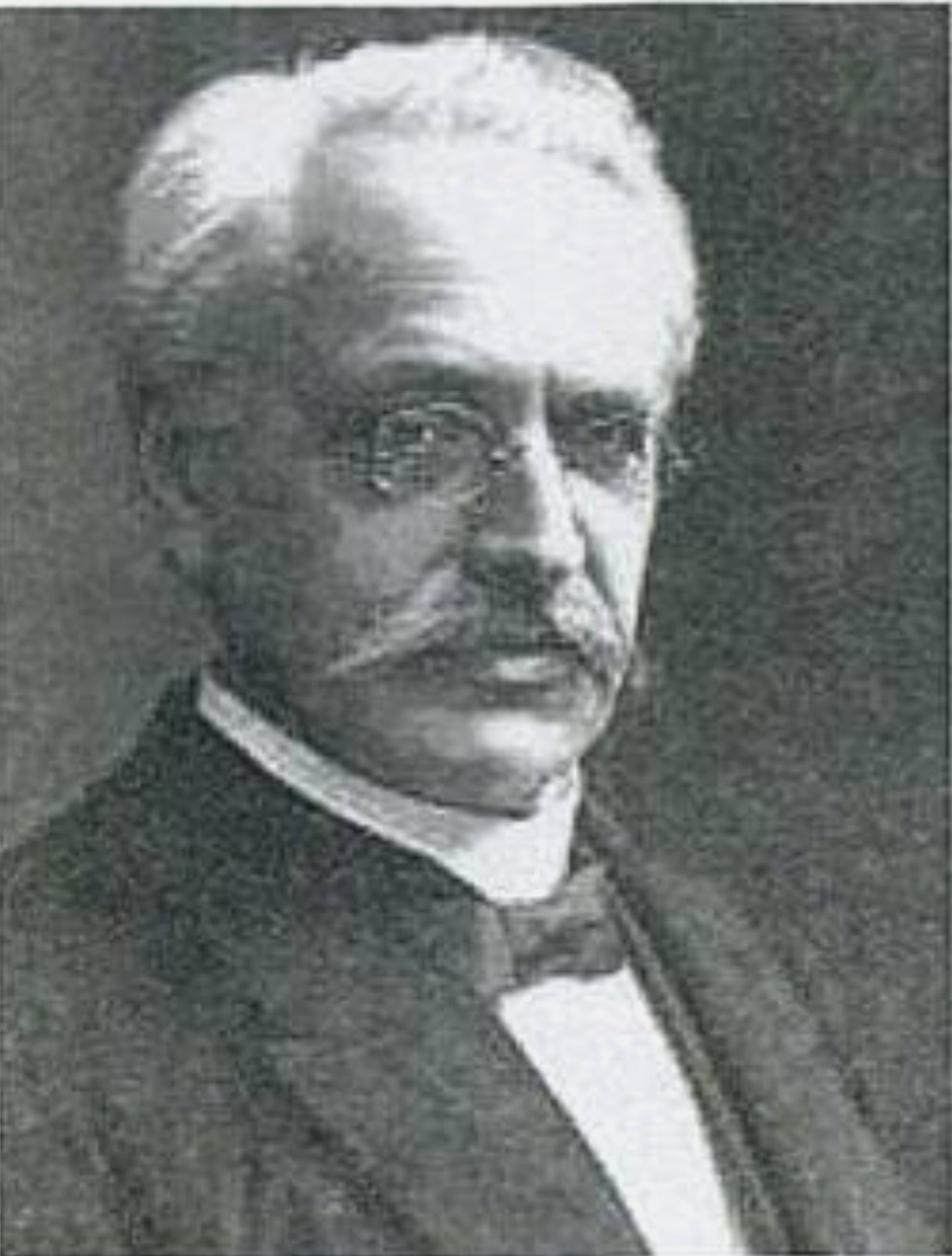
Hans Bunte.

Hans Hugo Christian Bunte, född 25 december 1848 i Wunsiedel, död 17 augusti 1925 i Karlsruhe, var en tysk analytisk och teknisk kemist.
Bunte, som var professor i kemisk teknologi vid tekniska högskolan i Karlsruhe, var en föregångsman på det gasanalytiska området. Han konstruerade flera allmänt använda gasanalytiska apparater och införde värdefulla metoder. Dessutom utövade han en omfattande litterär verksamhet, var från 1874 redaktör för "Journal für Gasbeleuchtung" och fortsatte efter Friedrich Stohmann och Bruno Kerl utgivningen den fjärde upplagan av "Encyclopädisches Handbuch der technischen Chemie" (ursprungligen av James Sheridan Muspratt). Bunte utförde beaktansvärda undersökningar angående processen vid lysgasens förbränning under olika förhållanden.